# قيصر (لقب ألماني)

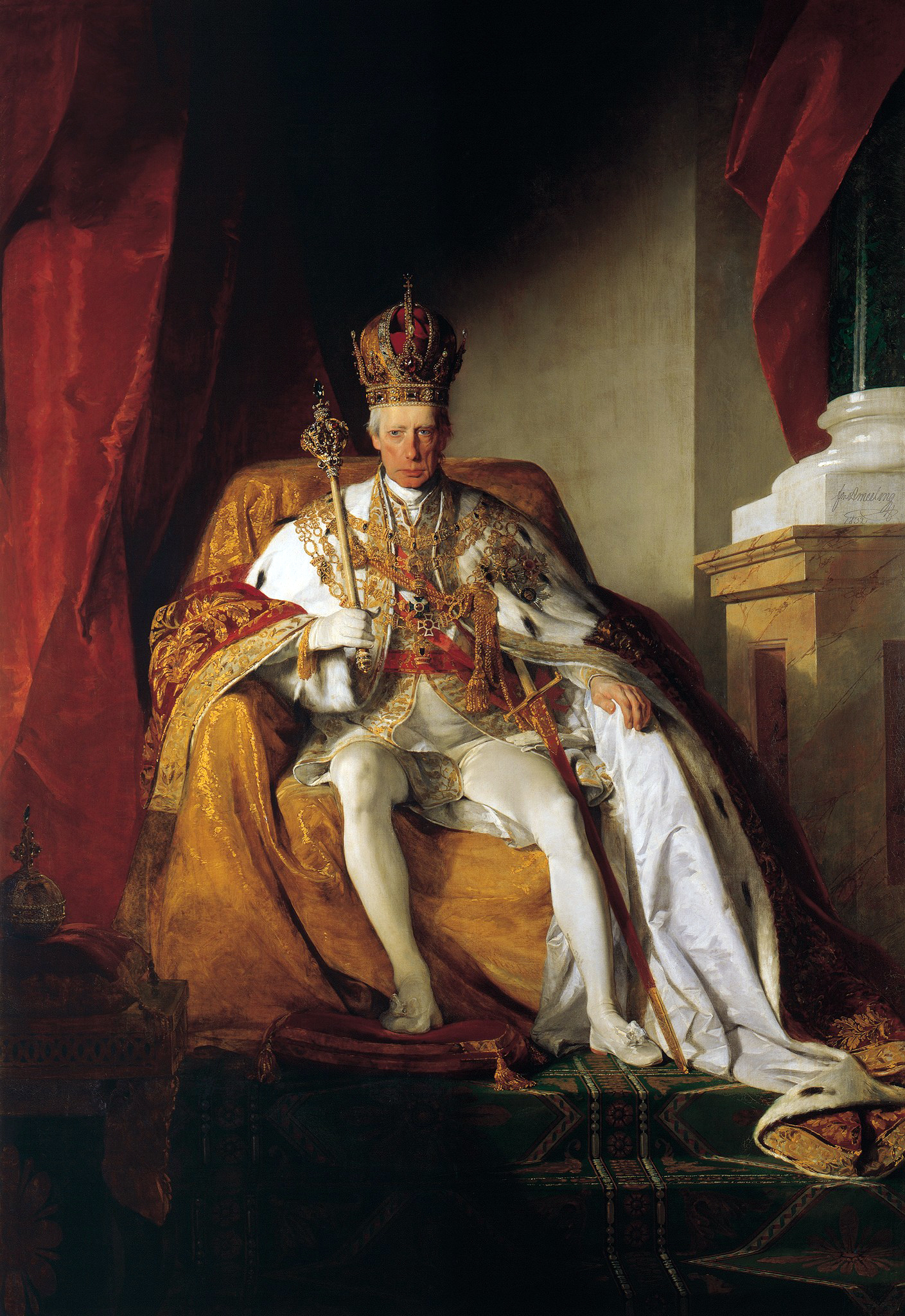
قيصر الإمبراطورية النمساوية، فرانتس الأول (1804–1835)

قيصر (Kaiser) هو لقب ألماني يعني «إمبراطور». وعلى غرار لقب قيصر باللغة الروسية، يشتق هذا المصطلح مباشرة من لقب القيصر الذي يطلق على الأباطرة الرومانيين والذي بدوره مشتق من الاسم الشخصي لفرع من أفرع مجموعات من الأسر المتصلة (العشيرة) جوليا، التي ينتمي إليها جايوس يوليوس قيصر، سلف العائلة الإمبراطورية الأولى. وعلى الرغم من أن الملوك البريطانيين كانوا يتبعون أسلوب «إمبراطور الهند» الذي كان يلقب كذلك بـ «قيصر الهند» باللغة الهندية واللغة الأردية، غير أن هذا اللفظ، على الرغم من أنهما في نهاية المطاف يشتركان في نفس الأصل اللاتيني، مشتق من اليونانية قيصر، وليس قيصر بالألمانية.
أما باللغة الإنجليزية، فعادةً ما يتفرد لقب القيصر لإطلاقه على أباطرة الإمبراطورية الألمانية، وأباطرة الإمبراطورية النمساوية وكذلك أباطرة الإمبراطورية النمساوية المجرية. أثناء الحرب العالمية الأولى، اكتسب مصطلح القيصر — لاسيما بعد إطلاقه على فيلهلم الثاني قيصر ألمانيا — دلالات ازدرائية كبيرة في البلدان الناطقة بالإنجليزية.

## التاريخ الألماني والأسلاف الملقبون بهذا اللقب
أطلق الأباطرة الرومانيون المقدسون (962–1806) على أنفسهم لقب قيصر ليجمعوا بذلك بينه وبين اللقب الإمبراطوري الذي يطلق على الملك الروماني (والمفترض إطلاقه على الخليفة المعين قبل التتويج الإمبراطوري)؛ فرأوا أن حكمهم استمرارًا لحكم الأباطرة الرومانيين واستخدموا لقبًا مشتقًّا من لقب القيصر ليعكس بذلك تراثهم المزعوم.
ينحدر حكام الإمبراطورية النمساوية المجرية (1804–1918) من سلالة هابسبورغ والتي بعد عام 1438، كانت تشكل غالبية الأباطرة الرومانيين المقدسين. واعتمد الحكام النمساويون المجريون لقب القيصر. لم يكن هناك سوى ثلاثة قياصرة للإمبراطورية النمساوية، والإمبراطورية التي خلفت الإمبراطورية الرومانية المقدسة للأمة الألمانية (Heiliges Römisches Reich Deutscher Nation)، وينتمون جميعهم لسلالة هابسبورغ. وقد كان يطلق على الإمبراطورية التي خلفت الإمبراطورية النمساوية اسم الإمبراطورية النمساوية المجرية، والتي لم تضم سوى قيصرين، وينحدر كلاهما كذلك من سلالة هابسبورغ.
في عام 1871، كان هناك كثير من الجدل لاختيار اللقب الدقيق لحاكم الأراضي الألمانية هذه (مثل المدن الإمبراطورية الحرة، والإمارات والدوقيات والممالك) التي وافقت على التوحد تحت قيادة بروسيا، وبالتالي تشكيل الإمبراطورية الألمانية. ويجرى اختيار لقب دويتشر كايزر («الإمبراطور الألماني») من بين بدائل أخرى مثل كايزر فون دويتشلاند («إمبراطور ألمانيا»، أو كايزر دير ديتشين («إمبراطور الألمان»)، حيث يشير اللقب المختار ببساطة إلى أن الإمبراطور الجديد، الذي يرجع ولاؤه إلى بروسيا، كان ألماني الجنسية، وفي نفس الوقت لا يشير إلى أن الإمبراطور الجديد هذا يتمتع بسيادة على كافة الأراضي الألمانية. ولقد كان هناك ثلاثة قياصرة فقط للإمبراطورية الألمانية (الثانية). وينتمي كل منهم إلى سلالة آل هوهنتسولرن والذين على غرار ذلك في السابق ملوك بروسيا، أصبحوا بالأمر الواقع قادة ألمانيا الصغرى.
في اللغة الإنجليزية، ترتبط كلمة قيصر (غير المترجمة) بشكل أساسي بأباطرة الإمبراطورية الألمانية الموحدة (1871–1918)، وبخاصة مع القيصر فيلهم الثاني. وفي عام 1806، انحلت الإمبراطورية الرومانية المقدسة، ولكن تم استعادة لقب القيصر بواسطة آل هابسبورغ، التي كان رئيسها، بدءًا من عام 1804، يحمل لقب إمبراطور (القيصر) النمسا.
بالنسبة لقياصرة الإمبراطورية النمساوية (1804–1867) وقياصرة الإمبراطورية النمساوية المجرية، فهم:
- فرانتس الأول (1804–1835)
- فرديناند الأول (1835–1848)
- فرانتس يوزف الأول (1848–1916)
- كارل الأول (1916–1918)

أما قياصرة الإمبراطورية الألمانية (1871–1918) فهم:
- فيلهلم الأول (1871–1888).
- فريدرخ الثالث (9 مارس-15 يونيو 1888)، الذي حكم مدة 99 يومًا؛
- فيلهلم الثاني (1888–1918)، والذي في عهده، انتهى النظام الملكي في ألمانيا بالقرب من نهاية الحرب العالمية الأولى.

وحاليًا يرأس غيورغ فريدرخ فرديناند، أمير بروسيا بيت آل هوهنتسولرن، التي كانت تمثل السلالة الحاكمة السابقة للإمبراطورية الألمانية ومملكة بروسيا. ويرأس كارل فون هابسبورغ حاليًا بيت آل هابسبورغ.